# Nucúlides
Els nucúlides (Nuculida) són un ordre de mol·luscs bivalves de la subclasse Protobranchia. Inclou 201 espècies marines.

## Taxonomia
L'ordre Nuculida inclou dues famílies, una d'elles fòssil:
- Família Praenuculidae McAlester, 1969 †
- Família Nuculidae Gray, 1824